# سانتا ونرا
سانتا ونرا 
(به مالتی: Santa Venera) شهری در ناحیهٔ هاربور شمالی واقع در کشور مالت است که در سال ۱۹۹۵ میلادی ۶٫۱۸۳ نفر جمعیت داشته اما جمعیت آن در سال ۲۰۰۵ میلادی ۶٫۰۸۷ نفر بوده‌است.